# 사라고사도
사라고사 주(스페인어: Zaragoza)는 스페인 북부에 위치한 아라곤 지방의 주로, 주도는 사라고사이다. 사라고사 주는 레리다 주와 타라고나 주, 테루엘 주, 과달라하라 주, 소리아 주, 라리오하 지방, 나바라 지방, 우에스카 주와 경계를 맞대고 있으며 인구는 880,118명(2003년 기준), 면적은 17,274km2이다. 사라고사 주는 292개의 자치시로 구성되어 있다.